# Kaia Wøien Nicolaisen
Kaia Wøien Nicolaisen (Trondheim, 23 novembre 1990) è un'ex biatleta norvegese.

## Biografia

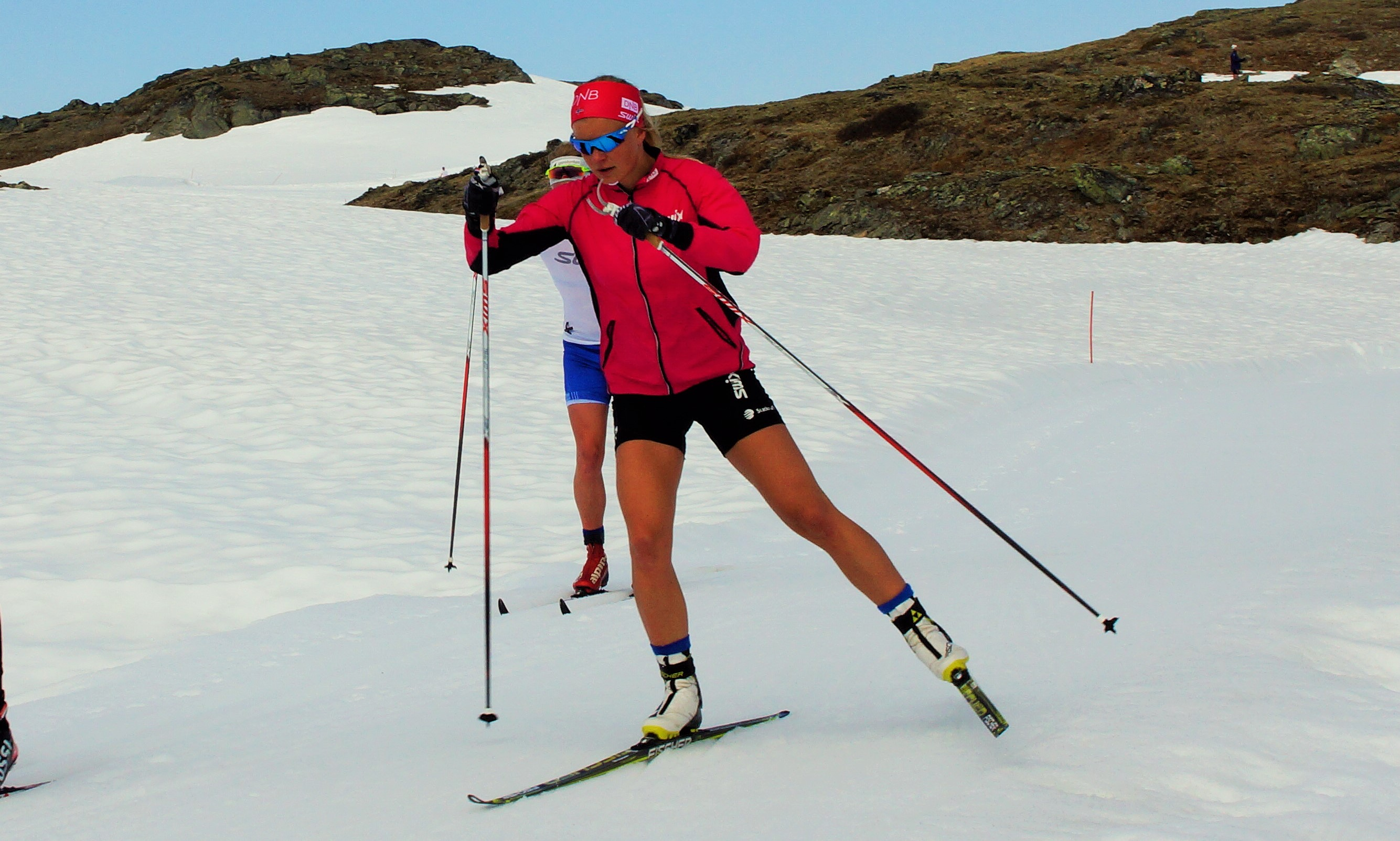
Kaia Wøien Nicolaisen in allenamento a Sognefjellet nel 2013

Kaia Wøien Nicolaisen, attiva dalla stagione 2007-2008, ai Mondiali juniores di Torsby 2010 ha vinto la medaglia d'argento nella staffetta; in Coppa del Mondo ha esordito il 20 marzo 2014 a Oslo Holmenkollen in sprint (87ª), ha ottenuto l'unica vittoria, nonché primo podio, il 29 novembre 2015 a Östersund in staffetta mista individuale e il miglior risultato individuale il 12 febbraio 2016 a Presque Isle in inseguimento (8ª).
Ha preso parte a due rassegne iridate, Oslo 2016 (72ª nell'individuale) e Hochfilzen 2017 (47ª nell'individuale, 45ª nella sprint, 21ª nell'inseguimento e 11ª nella staffetta); in Coppa del Mondo ha ottenuto l'ultimo podio il 5 marzo 2017 a Pyeongchang Alpensia in staffetta (2ª) e ha preso per l'ultima volta il via il 20 gennaio 2018 ad Anterselva in inseguimento (26ª). Si è ritirata al termine di quella stessa stagione 2017-2018 e la sua ultima gara in carriera è stata l'inseguimento di IBU Cup disputato il 17 marzo a Chanty-Mansijsk, chiuso dalla Nicolaisen al 23º posto; non ha preso parte a rassegne olimpiche.

## Palmarès

### Mondiali juniores
- 1 medaglia:
  - 1 argento (staffetta a Torsby 2010)

### Europei
- 1 medaglia:
  - 1 bronzo (staffetta mista a Val Ridanna 2018)

### Coppa del Mondo
- Miglior piazzamento in classifica generale: 50ª nel 2017
- 3 podi (tutti a squadre):
  - 1 vittoria
  - 1 secondo posto
  - 1 terzo posto

#### Coppa del Mondo - vittorie
| Data             | Località  | Nazione | Spec.                          |
| ---------------- | --------- | ------- | ------------------------------ |
| 29 novembre 2015 | Östersund | Svezia  | SMX (con Lars Helge Birkeland) |

Legenda:

SMX = staffetta mista individuale